# Rowe Motor Manufacturing Company
Rowe Motor Manufacturing Company, vorher Rowe Motor Company, war ein US-amerikanischer Hersteller von Kraftfahrzeugen und Motoren.

## Unternehmensgeschichte
Samuel D. Rowe gründete 1908 die Rowe Motor Company in Waynesboro. Im gleichen Jahr stellte er einen Personenkraftwagen her. Eine Markteinführung gelang nicht. Rowe beschränkte sich daraufhin auf die Produktion von Motoren. 1910 folgte der zweite Versuch eines Pkw, der wieder scheiterte. 1911 verlegte Rowe den Sitz nach Coatesville und begann mit der Produktion von Nutzfahrzeugen. Der Markenname lautete Rowe. 1912 erfolgte die Umfirmierung in Rowe Motor Manufacturing Company. Das Unternehmen war ab 1914 in Downingtown und ab 1918 in Lancaster ansässig. Alle genannten Orte liegen in Pennsylvania.
1925 endete die Produktion.

## Fahrzeuge
Der Pkw-Prototyp von 1908 hatte einen Fünfzylindermotor. Er war luftgekühlt. Zu dem Fahrzeug von 1910 liegen keine Daten vor.
Die Lastkraftwagen waren mit Vier-, Fünf-, Sechs- und Achtzylindermotoren erhältlich. Beim Achtzylindermotor waren die einzelnen Zylinder in V-Form angeordnet.